# 三井アウトレットパーク 木更津
三井アウトレットパーク 木更津（みついアウトレットパーク きさらづ、英:Mitsui Outlet Park Kisarazu）は、千葉県木更津市金田東にある、店舗数日本一の大規模アウトレットモールである。三井不動産グループの商業施設（三井アウトレットパーク）であり、日本初出店や旗艦店が多く出店している。

## 概要
周辺には木更津金田バスターミナルがあり、至近に位置している。最寄駅の巌根駅、袖ケ浦駅、木更津駅西口などからの路線バスのほか、東京駅（バスターミナル東京八重洲）・新宿駅・池袋駅・渋谷駅・品川駅・川崎駅・横浜駅・センター北駅・たまプラーザ駅・葛西駅・一之江駅・新小岩駅東北広場・成田空港・羽田空港など首都圏各地からも高速バスが乗り入れている。また、羽田空港からも30分弱という立地である事から、房総半島への観光客に加えて、外国人観光客も視野に入れている。個人でも家族でも立ち寄れる「リゾートアウトレット」とも称されている。
同施設のコンセプトの一つとして「環境共生型アウトレットモール」を挙げており、併設している太陽光発電設備は、第2期開業に合わせて、これまでの発電容量である660 kWに440 kWを加えた1,110 kWに、さらに第3期開業に合わせて500 kWを増設した1,600 kWとなった。国内商業施設に備える太陽光発電設備としては、最大規模となる。

## 歴史
当初は仮称として「三井アウトレットパーク 木更津金田」（みついアウトレットパーク きさらづかねだ）とされていたが、2012年1月24日のプレスリリースによると、正式な店舗名は、仮称の「金田」を外して「三井アウトレットパーク 木更津」と決定した。2011年6月14日に着工し、2012年4月13日にグランドオープンした。
第1期開業時には175店舗がオープン。第2期開業となる2014年7月17日に248店舗へ拡大され、アウトレットモールの店舗数は首都圏最多規模となる。さらに、第3期開業となる2018年10月26日には308店舗に拡大。2025年6月23日には第4期開業となり、アウトレットモールとしては国内最大規模の店舗数となる330店舗に拡大した。

## ギャラリー

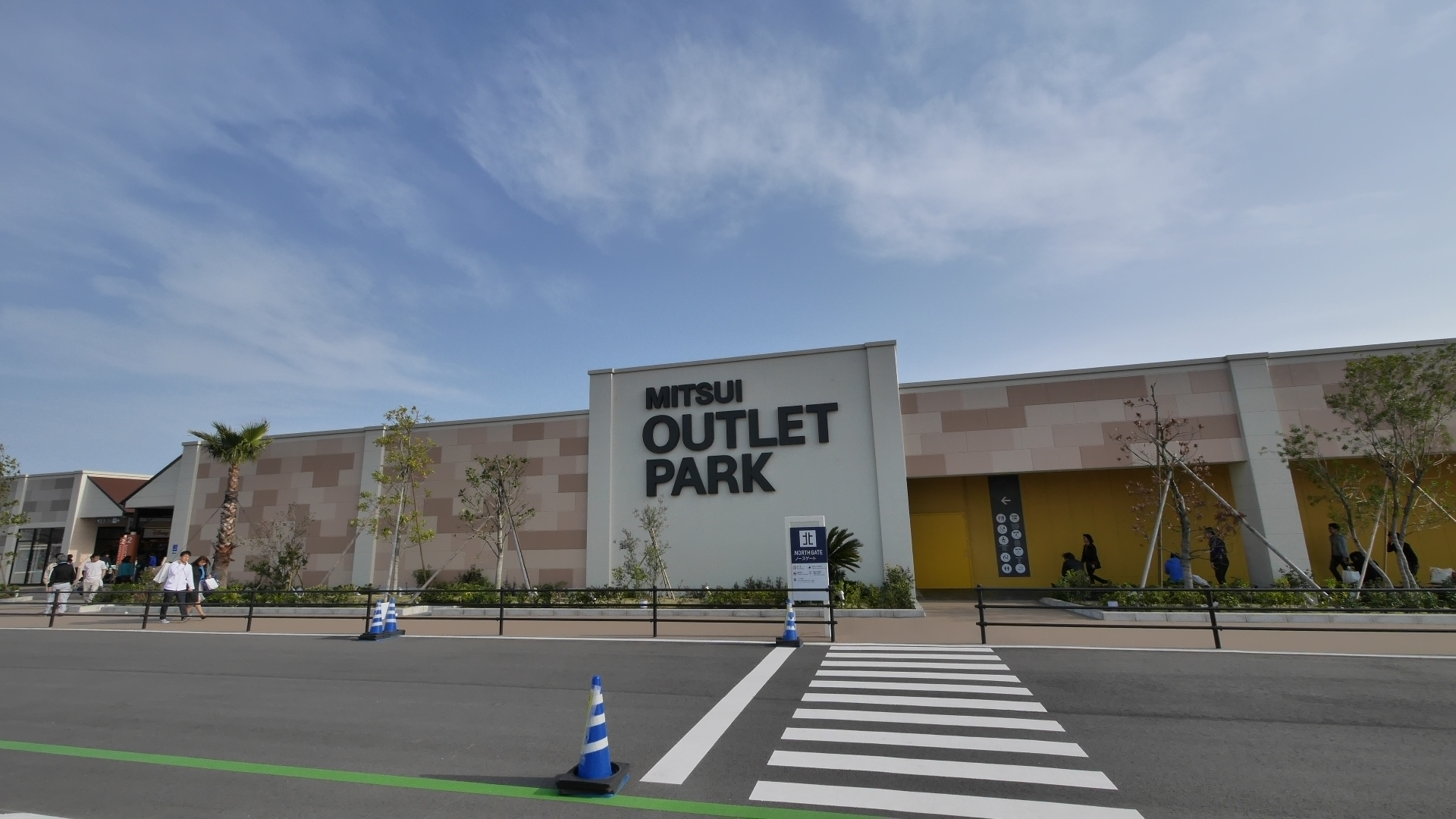
外観
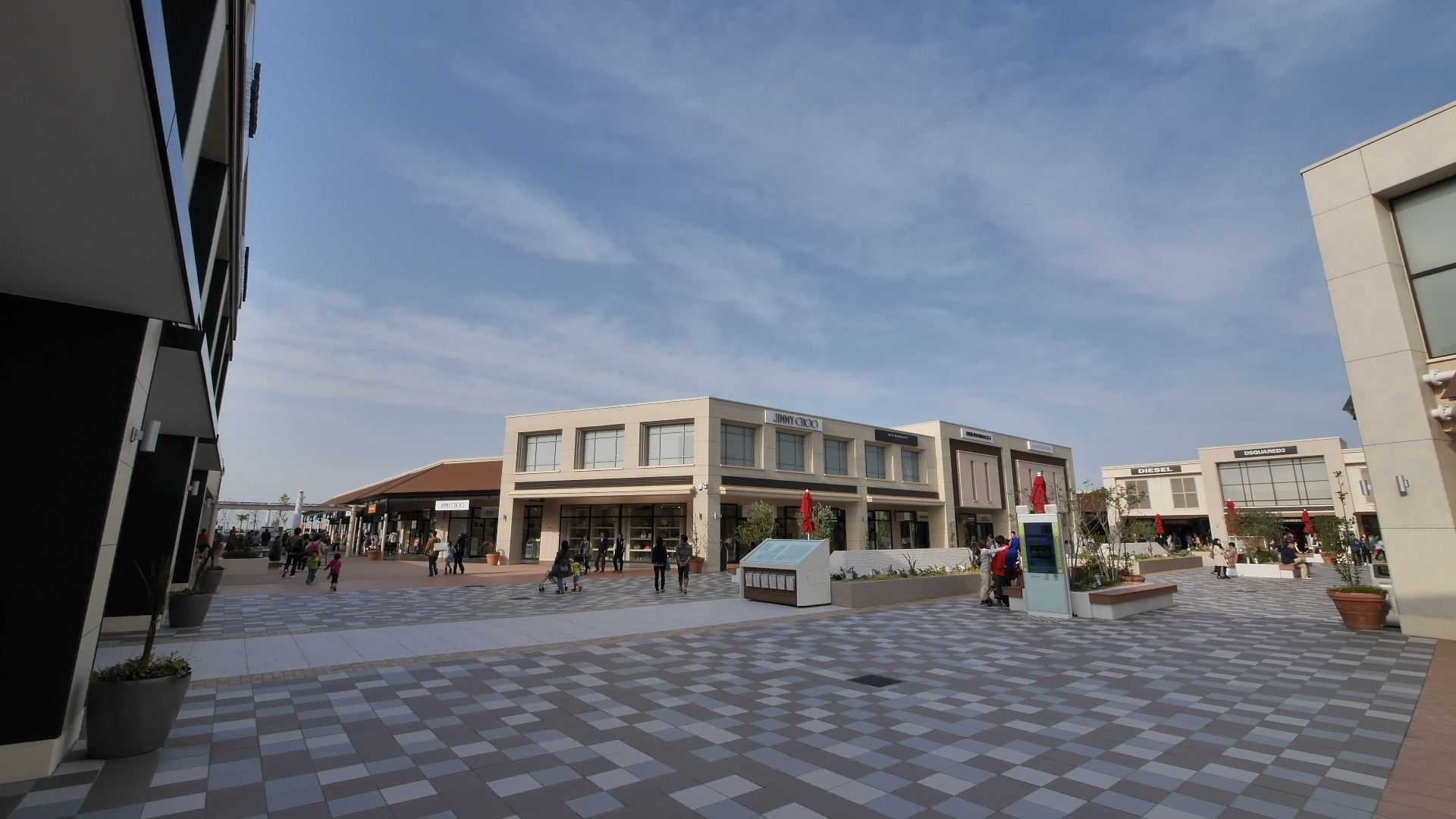
外空間
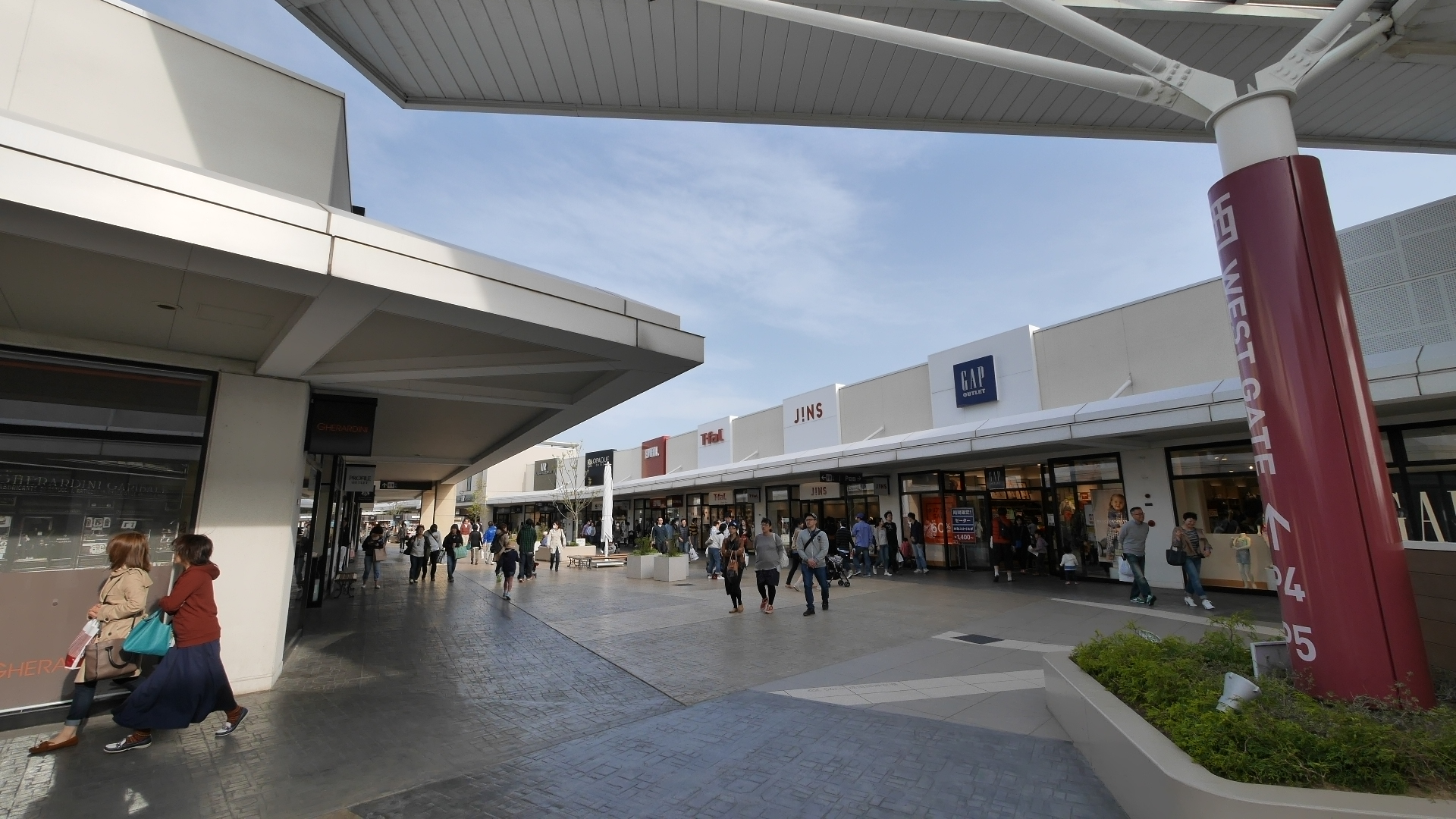
ショップ一覧
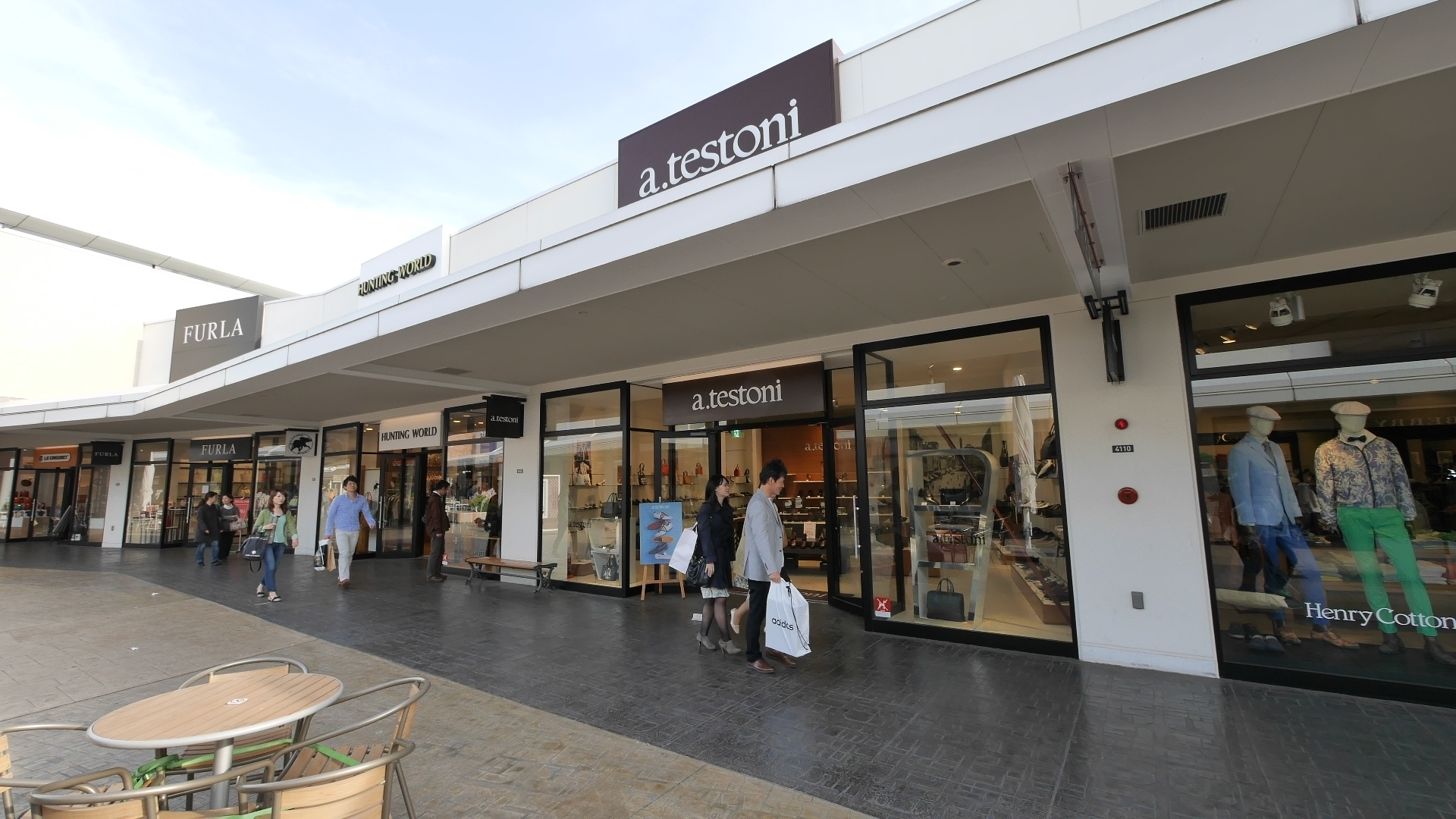
店外休憩スペース